# Panavision
Panavision é uma empresa americana criada em 1954, desenvolvedora de câmeras e demais aparatos para cinema, surgiu para fabricar lentes CinemaScope. 

## História
Fundada por Robert Gottschalk e Richard Moore, Surgiu da necessidade de fornecer lentes CinemaScope, para a industria cinematográfica na década 50, surgindo assim a lente super Panatar com suporte para proporções 2,66: 1 a 1,33: 1, já no fim do ano surgiu a lente  Micro Panatar.
O que a levou em 1955 a fazer parceria com a MGM, surgindo assim a câmera MGM Camera 65, que mais tarde ficou chamada de Ultra Panavision 70, entrando assim na manufatura de câmeras de cinema, que perdura ate os dias de hoje.
Nos anos 2000 em diante a Panavision realizou uma parceria com a japonesa Sony, o que resultou na camera Sony HDW-F900 Panavised para cinema digital em HD, acompanhada das lentes Primo Digital da Panavision, usadas no filme Star Wars: Episódio II – Ataque dos Clones.

## Câmeras[2]

### Câmera Panavision R-200
Câmera introduzida na década de 60.

### Ultra Panavision 70
Introduzidas ainda na década de 60, ofereciam o formato 2,76:1, surgiu como MGM Camera 65.

### Câmeras Panaflex
Foi uma serie de câmeras, lancadas na década de 70.

### Câmera Millennium DXL2
Câmera voltada para o cinema digital, com capacidade para 8K.

## Outras Formas

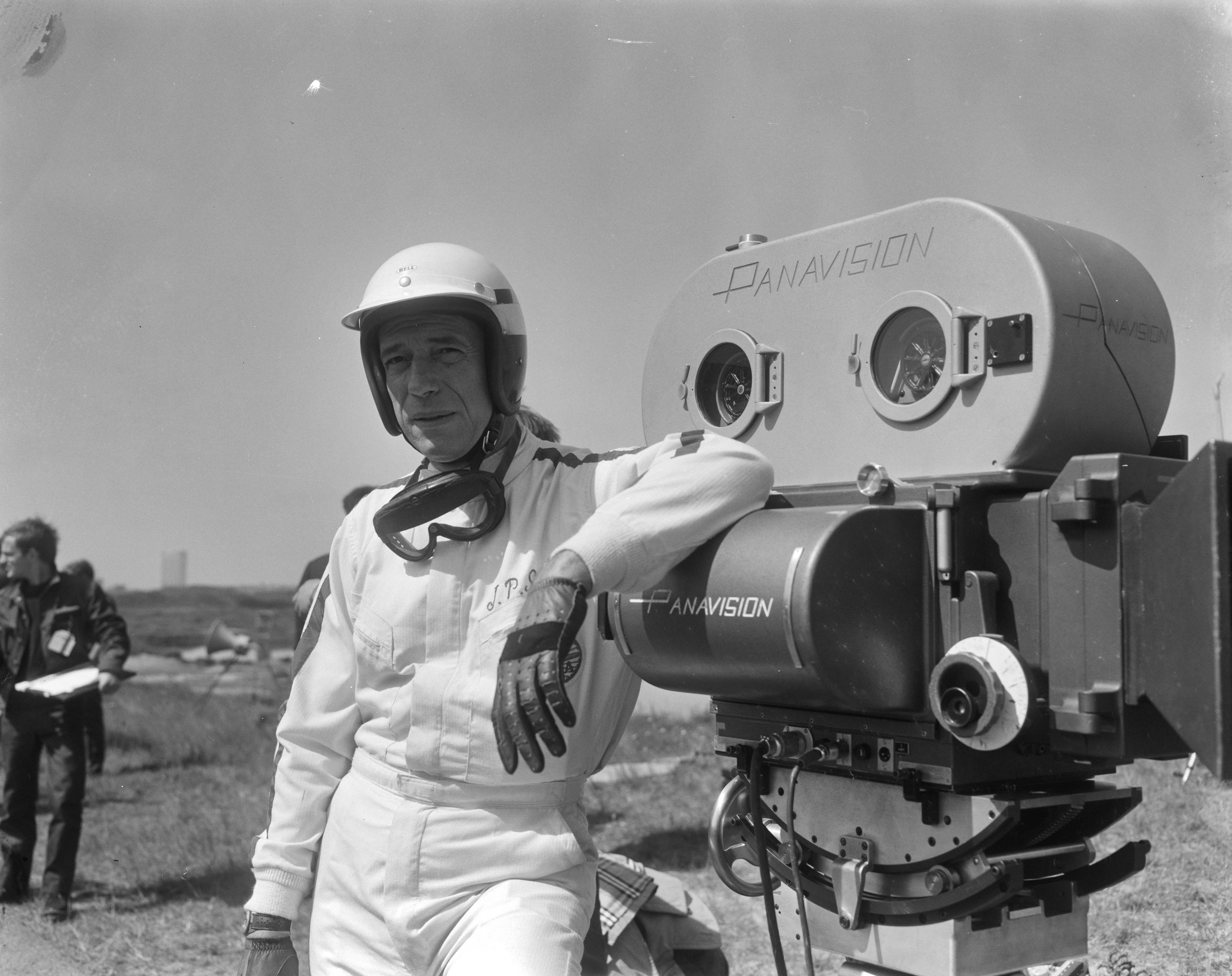
Yves Montand ao lado de uma câmera Panavision durante gravações de Grand Prix, em 1966.

### Panavision Japão
Panavision Japão (パ ナ ビ ジ ョ ン ジ ャ パ ン 株式会社, Panabijonjapan Kabushiki Gaisha) é uma empresa de equipamentos de imagem japonesa especializada em câmeras e lentes, com sede em Minato, Tóquio.